# Смерть Сталіна

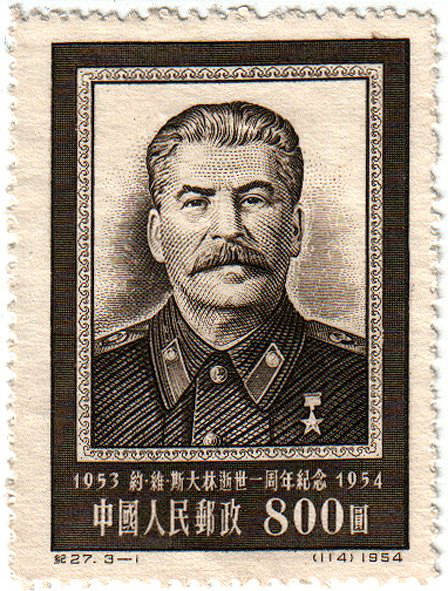
Сталін на траурній поштовій марці, присвяченій першим роковинам його смерті (КНР, 1954)

Смерть Йосипа Сталіна настала 5 березня 1953 року на 75-му (згідно з офіційною версією тих років, на 74-му) році життя внаслідок крововиливу в мозок, який стався, ймовірно, 1 березня на ґрунті гіпертонічної хвороби та атеросклерозу.

## Хроніка подій

### 1 березня
Після від'їзду гостей вранці 1 березня, Йосип Сталін, який перебував на Ближній дачі, пішов, ймовірно, спати. Вдень охорона занепокоїлася через порушення звичного розпорядку, оскільки Сталін не вийшов зі своїх кімнат і нікого не викликав. Однак вона побоялася турбувати вождя без його виклику. Після 18 години в кімнатах Сталіна запалилося світло, і охорона заспокоїлася на деякий час. Ближче до ночі знайшовся привід увійти до Сталіна — доставили пошту. Взявши пошту, один із охоронців виявив його на підлозі у малій їдальні у безпорадному стані. Охорона перенесла Сталіна на диван та доповіла про ситуацію безпосередньому керівництву — міністру держбезпеки Семену Ігнатьєву. За спогадами охоронців, Ігнатьєв відмовився приймати будь-які рішення та переадресував своїх підлеглих до Берії та Маленкова. Після цього на дачу приїхали Маленков, Берія, Хрущов і Булганін, які також спочатку не наважувалися увійти до кімнати вождя. Далі Маленков і Берія все ж таки зважилися зайти в кімнату до Сталіна (Маленков при цьому зняв черевики, які рипіли). Наблизившись, вони почули похропування Сталіна, після чого залишили кімнату, лаяли охорону за паніку і поспішно поїхали.

### 2 березня
Рано-вранці охоронці знову доповіли нагору, що з вождем щось негаразд. «Четвірка» (Маленков, Берія, Хрущов і Булганін) за участю кількох членів Президії ЦК, яких зібрали для підстрахування, наважилася відправити на дачу лікарів, які після прибуття діагностували параліч правої сторони тіла. О 10 годині 40 хвилин відбулося офіційне засідання Президії ЦК КПРС. На зустрічі протягом 20 хвилин розглядалося єдине питання: «Заключення лікарського консиліуму про крововилив у мозок у товариша Сталіна Й. В. 2 березня і тяжкий стан у зв'язку з цим його здоров'я».

### 3 березня
Вранці 3 березня смерть Сталіна стала питанням часу, і в апараті другої особи в державі на той момент Георгія Маленкова було підготовано офіційне урядове повідомлення про важку хворобу радянського лідера і скликання Бюро Президії ЦК КПРС, на якому необхідно було попередньо розподілити повноваження керівництва партії та держави. Як вважає історик Юрій Жуков, у цей момент були підготовлені зміни у складі створеного в лютому 1951 року правлячого тріумвірату, в який разом з Маленковим та Лаврентієм Берія замість міністра оборони СРСР Миколи Булганіна повернувся авторитетний і найбільш популярний у народі, а й у партійно-господарському апараті В'ячеслав Молотов, якого Сталін вивів зі складу керівництва і з посади міністра закордонних справ у лютому 1949 року. Ініціатива включення Молотова до керівної трійки належала Маленкову, який прагнув таким чином посилити свої позиції боротьби проти могутнього Л. П. Берія, антагоністом якого був В'ячеслав Михайлович.

### 4 березня
Було оголошено про хворобу Сталіна, опубліковані та передавалися по радіо бюлетені про стан його здоров'я; згадувалися такі ознаки важкого стану, як інсульт, втрата свідомості, параліч тіла, агональне дихання.
У той же день було скликано останнє екстрене засідання Бюро Президії ЦК КПРС, на якому цей партійний орган був скасований і злитий з Президією ЦК, до якої увійшли, поряд з членами скасованого бюро Сталіним, Маленковим, Берія, Климент Ворошилов, Микита Хрущов, Булганін, Лазар Каганович, Максим Сабуров і Михайло Первухін, а також ще Молотов та Анастас Мікоян. Чисельність президії скоротилася з 25 до 11 осіб. Спрощення зазнала і Рада міністрів СРСР, де замість президії та бюро президії залишили лише президію, скоротивши її склад до голови Ради міністрів та його перших заступників, якими стали не всі міністри, а лише деякі, які були одночасно членами Президії ЦК КПРС. Уряд очолив Маленков, його першими заступниками стали Берія, Молотов, Булганін та Каганович.

### 5 березня
О 20:00 відбулося спільне засідання вищого керівництва країни — Пленуму ЦК КПРС, Ради Міністрів СРСР та Президії Верховної Ради СРСР. На засіданні було затверджено прийняті напередодні рішення Бюро Президії ЦК: позбавивши Сталіна керівних посад голови уряду та секретаря ЦК, включивши його формально до складу нового складу Президії ЦК. Весь захід зайняв 40 хвилин.
О 21 годині 50 хвилин Сталін помер. Про смерть Сталіна було оголошено радіо 6 березня 1953 року о 6 годині ранку. Згідно з медичним висновком, смерть настала внаслідок крововиливу в мозок. Докладно про перебіг лікування Сталіна, його хворобу, результати розтину тіла та офіційний бюлетень розповідається в книзі академіка АМН СРСР Олександра М'ясникова. 6-9 березня радянський народ прощався зі Сталіним, по всій країні було оголошено жалобу. Труна з тілом покійного була встановлена в Будинку Союзів. Похорон відбувся 9 березня .

## Причини смерті
У присвяченому питанню нарисі дослідника Жореса Медведєва «Загадка смерті Сталіна», як зазначає Я. Г. Рокитянський, даються невідомі раніше відомості про здоров'я Сталіна в 1923—1940 роках, про перші симптоми серйозного захворювання в жовтні 1945 року, про погіршення та фатальний інсульт на початку березня 1953 року, який, як вважає Медведєв, був результатом зневажливого ставлення Сталіна до медицини. Той факт, що він, безпорадний, багато годин пролежав на підлозі у своїй кімнаті, а Берія, Маленков і Хрущов не поспішали з викликом лікарів, інтерпретується як змова. На думку ж історика О. Хлевнюка, обережна поведінка соратників Сталіна та його охорони 1 та 2 березня 1953 року була цілком природною. Вони не хотіли брати відповідальності та викликати на себе гнів вождя. Репресії, погрози та покарання тримали оточення Сталіна у постійній напрузі та страху протягом багатьох років. Наявні факти не вказують на насильницькі причини смерті: Сталін був старий і хворий. Його хронічні захворювання посилювалися способом життя та шкідливими звичками: курінням, вживанням алкоголю, відсутністю дієти, перевтомою. Сталін регулярно і довго лікувався починаючи з 1920-х років. Розтин померлого Сталіна виявив сильне ураження артерій мозку.

## Реакція на смерть Сталіна

### Жалоба
На смерть Сталіна відгукнулися віршами радянські літератори : Олександр Твардовський, Микола Асєєв, Ольга Берггольц, Михайло Ісаковський, Лев Ошанін, Сергій Михалков та інші.
Представники світового комуністичного руху висловили свою скорботу з нагоди смерті Сталіна: так, видний діяч Комуністичної партії Великої Британії Раджані Палм Датт писав у журналі The Labour Monthly

Через усі бурі громового світанку, розпад старої ери та народження нового, він спрямовував корабель людських надій та устремлінь з непохитною стійкістю, мужністю, судженнями та впевненістю у собі.
Оригінальний текст (англ.)
Through all the storms of a thunderous dawn, of the dissolution of an old era and the birth of a new, he steered the ship of human hopes and aspirations with unflinching tenacity, courage, judgment and confidence.

Нурбей Гулія згадував, що поет Йосип Нонешвілі тоді писав: «якби Сонце згасло, то ми б не так сумували — адже воно світило не тільки добрим, а й поганим людям, а Сталін, як відомо, світив тільки добрим».

### Ентузіазм

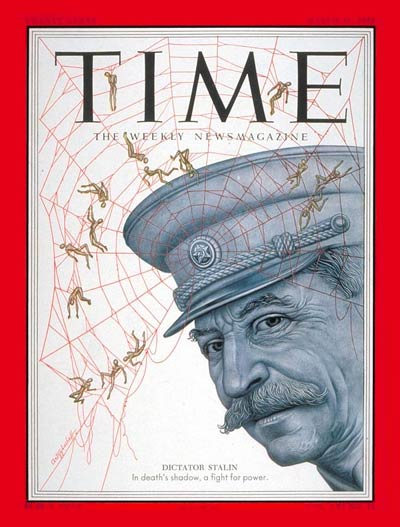
Обкладинка журналу «Time», 16 березня 1953. Підзаголовок: «У тіні смерті — боротьба за владу» Автор ілюстрації — Борис Арцибашев, український емігрант

Смерть Сталіна, однак, викликала приплив ентузіазму у в'язнів ГУЛАГу. За свідченням Лева Розгона:
|  | Я вже не пам'ятаю, чи після цього бюлетеня, чи після іншого, загалом, після того, в якому було сказано: «дихання Чейн-Стокса» — ми кинулися в санчастину. Ми <…> зажадали від нашого головного лікаря Бориса Петровича, щоб він зібрав консиліум і — на підставі переданих у бюлетені відомостей — повідомив нам, на що ми можемо сподіватися… <…> Ми сиділи в коридорі лікарні й мовчали. Мене било тремтіння, і я не міг угамувати цей ідіотський, не залежний від мене стукіт зубів. Потім двері, з яких ми не зводили очей, відчинилися, звідти вийшов Борис Петрович. Він увесь сяяв, і нам стало зрозуміло ще до того, як він сказав: «Хлопці! Жодної надії!!» І на шию мені кинувся Потапов — стриманий і мовчазний Потапов, кадровий офіцер, розвідник, колишній капітан, який ще не забув своїх численних орденів… |

Докладний опис інтересу магаданських засланців на звістку про те, що «десь там, у вже нереальній для нас Москві, випустив останній подих кривавий Ідол століття», містить і книга Євгенії Гінзбург "Крутий маршрут".
Едуард Хруцький зазначав: «Злодійський світ тріумфував. „Вусатий, — казали блатні, — надів дерев'яний бушлат. Чекай амністії!“». Справді, за амністією 1953 року, ініціатором якої був Л. Берія, на волю випустили сотні тисяч засуджених за кримінальними статтями та незначну кількість за політичними статтями.

## Альтернативні погляди
Існують численні теорії змови, що передбачають неприродність смерті та причетність до неї оточення Сталіна. За однією з них (письменник Едвард Радзинський), Лаврентій Берія , Микита Хрущов та Георгій Маленков сприяли смерті Сталіна, не надавши допомоги. Деякі версії такого роду піддавалися викриттю: так, книга «Кремлівський вовк» такого собі Стюарта Кагана, в якій автор, видаючи себе за племінника Лазаря Кагановича, розповідав нібито зі слів свого дядька про те, як той організував змову проти Сталіна і вбив його спільно з Мікояном, Молотовим та Булганіним, — була відкликана нью-йоркським видавництвом William Morrow&Co, що не завадило їй пізніше вийти російською. Вперше версія насильницької смерті набула розголосу 1976 року в книзі Абдурахимана Авторханова «Загадка смерті Сталіна (Змова Берії)». У автора практично немає сумнівів, що Сталіна було вбито верхівкою Політбюро. На думку одного з охоронців, що був свідком подій 1 березня 1953 року, у смерті Сталіна немає провини охорони, лікарів, і не було ніякого отруєння.

## У творах мистецтва
- Художній фільм «Смерть Сталіна» (Велика Британія, Франція, 2017)
- Художній фільм «Хрустальов, машину!»